# Реймс-Шампань
«Реймс-Шампань» (фр. Équipe fédérale Reims-Champagne) — французский футбольный клуб федерального значения, созданный во время второй мировой войны. Целью команды было участие в чемпионате страны по футболу в военное время. Состав клуба формировался из профессиональных футболистов команд базирующихся на земле Реймс-Шампань, но в основном игроками команды «Реймс».

## История
«Реймс-Шампань» был основан в 1943 году с целью участия в чемпионате страны во время военных действий. Клуб формировался в основном из игроков команды «Реймс», которых военный режим на время лишил профессионального статуса. В чемпионате клуб занял седьмое место. В Кубке Франции команде удалось дойти до финала, в котором она была разгромлена своими южными соседями «Нанси-Лорьян» со счётом 4:0. В 1944 году военные действия стихли, и команда была расформирована. Все игроки вернулись в свои профессиональные клубы.

## Достижения
Кубок Франции
- Финалист: 1943/44

Чемпионат Франции
- 7-е место: 1943/1944